# Bez-et-Esparon
Bez-et-Esparon este o comună în departamentul Gard din sudul Franței. În 2009 avea o populație de 358 de locuitori.

## Evoluția populației
| An        | 1975 | 1982 | 1990 | 1999 | 2006 | 2009 |
| --------- | ---- | ---- | ---- | ---- | ---- | ---- |
| Populație | 344  | 338  | 314  | 301  | 348  | 358  |